# Laimdota Straujuma
Laimdota Straujuma, née le 24 février 1951, est une femme d'État lettonne, membre d'Unité et Première ministre du 22 janvier 2014 au 11 février 2016.
Après une carrière dans le monde de la recherche sous l'ère soviétique, elle rejoint le secteur privé en devenant consultante. Plusieurs fois secrétaire d'État adjointe ou secrétaire d'État, elle est nommée en 2011 ministre de l'Agriculture.
En 2014, elle rejoint le parti Unité au pouvoir et est nommée Première ministre. Elle est ainsi la première femme à diriger l'exécutif letton. Elle présente sa démission le 7 décembre 2015 et expédie les affaires courantes pendant deux mois.

## Biographie

### Formation et débuts professionnels
Elle termine ses études secondaires en 1968 au lycée du village de Tilža, à l'Est de la Lettonie. Elle intègre alors l'université de Lettonie, dont elle ressort diplômée de sciences mathématiques en 1973.
Dès le mois d'août suivant, elle est recrutée par l'Académie des sciences (LZA) en tant qu'assistante de recherche dans le domaine de l'économie agricole. Elle suit en 1987 un parcours d'approfondissement en économie agricole à l'Institut d'économie de la LZA.

### Entre le secteur privé et la haute administration
Elle devient en 1991 chercheur au centre informatique letton et passe avec succès un doctorat de sciences économiques un an plus tard. En 1993, elle est nommée directrice adjointe du centre letton pour le conseil en agriculture et le soutien à l'éducation. Elle est promue vice-présidente du bureau du centre en 1997, puis est élue présidente en 1998. Cette année-là, elle s'engage en politique puisqu'elle adhère au Parti populaire (TP), qu'elle quittera au bout de trois ans.
Au mois de novembre 1999, elle intègre la haute fonction publique, en tant que secrétaire d'État adjointe du ministère de l'Agriculture. Elle prend l'année suivante les fonctions de secrétaire d'État, qu'elle exerce jusqu'en décembre 2006. Parallèlement, à partir de juillet 2002, elle entre pour cinq ans au conseil d'une banque d'hypothèque.
Elle retourne dans la haute administration en janvier 2007, comme secrétaire d'État du ministère du Développement régional et des Affaires locales. En janvier 2010, elle rejoint le nouveau ministère de la Protection de l'environnement et du Développement régional, au poste de secrétaire d'État adjointe.

### Ministre de l'Agriculture
Le 25 octobre 2011, à la suite d'élections législatives anticipées, le Premier ministre Valdis Dombrovskis forme son troisième gouvernement. Elle est alors nommée ministre de l'Agriculture sur proposition du parti Unité, dont elle n'est alors pas membre.

### Première ministre

#### Désignation
Le 5 janvier 2014, le bureau d'Unité approuve son adhésion au parti et la choisit comme candidate au poste de Premier ministre de Lettonie en remplacement de Valdis Dombrovskis, qui a remis sa démission le 21 novembre 2013. Sa candidature est approuvée dès le lendemain par le président de la République Andris Bērziņš, qui lui confie le mandat de former le nouveau gouvernement.

#### Investiture

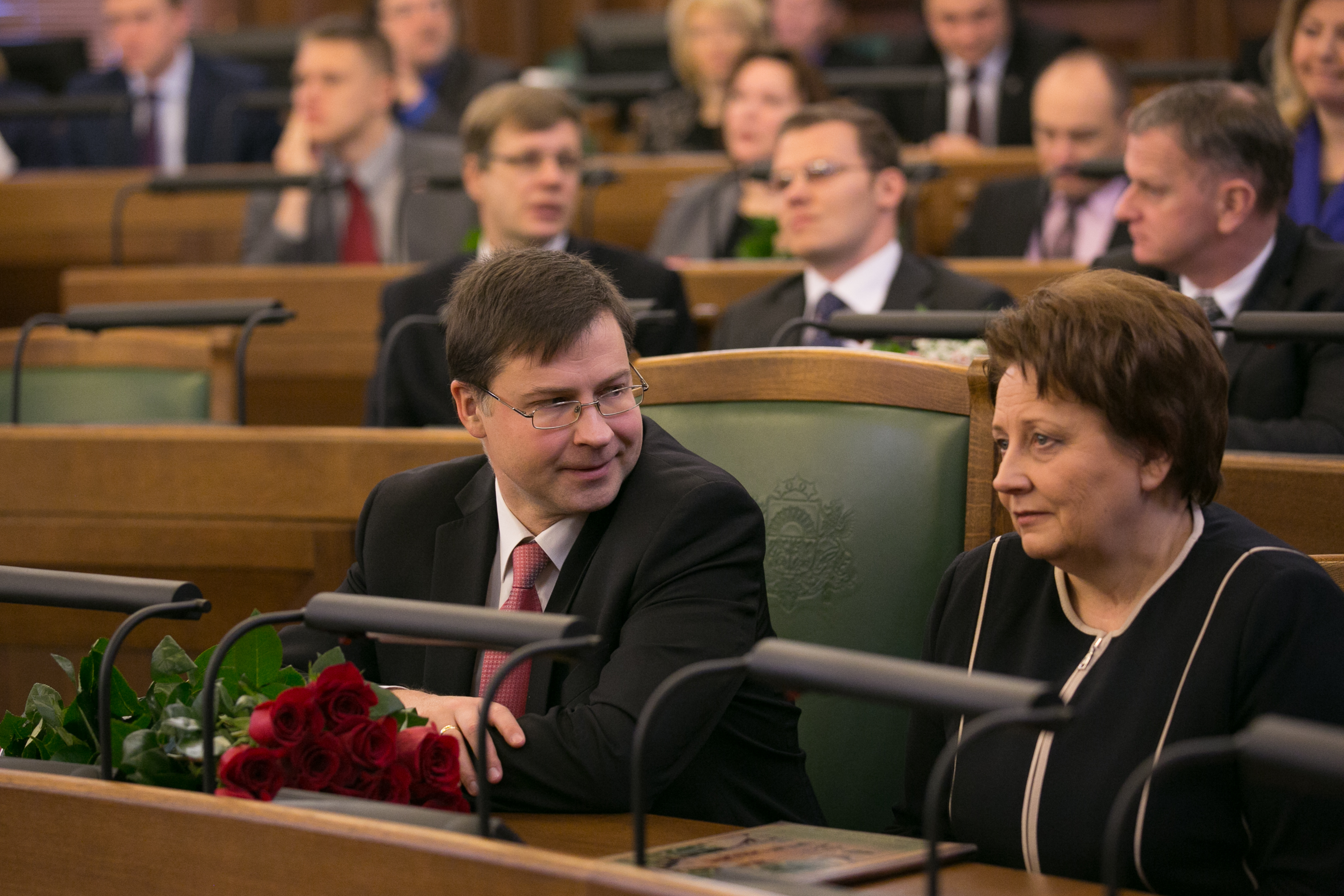
Laimdota Straujuma aux côtés de Valdis Dombrovskis le 22 janvier 2014 à la Saeima.

Elle constitue alors un gouvernement de coalition entre Unité, le Parti réformateur (RP), l'Alliance nationale (NA) et l'Union des verts et des paysans (ZZS). Le 22 janvier, elle remporte le vote de confiance de la Saeima avec 64 voix favorables contre 27 et 2 abstentions. C'est alors la première fois qu'une femme assume la direction du gouvernement letton. Elle s'engage par ailleurs à poursuivre les politiques d'austérité budgétaire mises en œuvre par son prédécesseur, affirmant vouloir maintenir le déficit public à 0,9 % du PIB.
Le 14 mars, elle annonce le renvoi du ministre de l'Environnement Einārs Cilinskis, membre de l'aile droite de la NA, après que ce dernier a fait part de son intention de participer le surlendemain au défilé annuel des anciens légionnaires lettons de la Waffen-SS. La Saeima approuve son remplacement, le 27 mars, par Romāns Naudiņš, également membre de la NA et jusqu'ici secrétaire parlementaire du ministère.

#### Élections législatives de 2014
Pour les élections législatives du 4 octobre 2014, elle mène une liste de l'alliance entre Unité et le Parti réformateur, ce qui lui permet d'être élue pour la première fois à la Saeima.
Lors du scrutin, sa majorité est largement reconduite avec un total de 61 sièges sur 100 ; à peine trois jours plus tard, lors d'une réunion des partis membres du gouvernement, elle reçoit leur appui en vue de continuer à la direction de l'exécutif. Le 5 novembre, elle forme son second gouvernement avec la même majorité que sous son premier mandat.

#### Démission
Le 7 décembre 2015, après plusieurs semaines de rumeurs sur son prochain départ, elle annonce sa démission.